# Marko Dolenc
Marko Dolenc (ur. 27 września 1972 w Lublanie) – słoweński biathlonista.

## Kariera
W Pucharze Świata zadebiutował 18 grudnia 1993 roku w Pokljuce, zajmując 98. miejsce w sprincie. Pierwsze punkty zdobył 2 grudnia 1999 roku w Hochfilzen, gdzie zajął 22. miejsce w biegu indywidualnym. Jedyny raz na podium indywidualnych zawodów PŚ stanął 21 lutego 2003 roku w Östersund, gdzie był trzeci w biegu indywidualnym. Wyprzedzili go jedynie jego rodak, Janez Marič i Czech Zdeněk Vítek. Najlepsze wyniki osiągnął w sezonach 2002/2003 i 2003/2004, kiedy zajmował 25. miejsce w klasyfikacji generalnej. W 2002 roku brał udział w igrzyskach olimpijskich w Salt Lake City, zajmując między innymi 13. pozycję w sprincie i dziesiątą w sztafecie. Zajął też między innymi 19. miejsce w biegu indywidualnym na mistrzostwach świata w Oberhofie w 2004 roku oraz piąte w sztafecie podczas mistrzostw świata w Chanty-Mansyjsku rok wcześniej.

## Osiągnięcia

### Igrzyska olimpijskie
| Rok  | Miejscowość    | Konkurencje | Konkurencje | Konkurencje | Konkurencje | Konkurencje | Konkurencje | Konkurencje |
| Rok  | Miejscowość    | IN          | SP          | PU          | MS          | RL          | MR          | SR          |
| ---- | -------------- | ----------- | ----------- | ----------- | ----------- | ----------- | ----------- | ----------- |
| 2002 | Salt Lake City | 13.         | 27.         | 29.         | nd.         | 10.         | nd.         | –           |

### Mistrzostwa świata
| Rok  | Miejscowość     | Konkurencje | Konkurencje | Konkurencje | Konkurencje | Konkurencje | Konkurencje | Konkurencje |
| Rok  | Miejscowość     | IN          | SP          | PU          | MS          | RL          | MR          | SR          |
| ---- | --------------- | ----------- | ----------- | ----------- | ----------- | ----------- | ----------- | ----------- |
| 2000 | Oslo/Lahti      | 45.         | 31.         | 37.         | –           | –           | nd.         | –           |
| 2001 | Pokljuka        | 71.         | 32.         | 27.         | –           | 7.          | nd.         | –           |
| 2002 | Oslo            | nd.         | nd.         | nd.         | 29.         | nd.         | nd.         | –           |
| 2003 | Chanty-Mansyjsk | 31.         | 37.         | 9.          | 30.         | 5.          | nd.         | –           |
| 2004 | Oberhof         | 19.         | 31.         | 24.         | –           | 12.         | nd.         | –           |

### Puchar Świata

#### Miejsca w klasyfikacji generalnej
| Sezon     | Miejsce |
| --------- | ------- |
| 1993/1994 | -       |
| 1997/1998 | -       |
| 1999/2000 | 48.     |
| 2000/2001 | 37.     |
| 2001/2002 | 32.     |
| 2002/2003 | 25.     |
| 2003/2004 | 25.     |

#### Miejsca na podium chronologicznie
| Lp. | Dzień     | Rok  | Miejscowość | Konkurencja     | Lokata | Pudła   | Czas biegu | Strata | Zwycięzca   |
| --- | --------- | ---- | ----------- | --------------- | ------ | ------- | ---------- | ------ | ----------- |
| 1.  | 21 lutego | 2003 | Östersund   | Sprint na 10 km | 3.     | 0+0+0+1 | 56:19,6    | +13,7  | Janez Marič |